# Charles Jourdain (enlumineur)
Pour les articles homonymes, voir Charles Jourdain (homonymie) et Jourdain (homonymie).
Charles Jourdain est un enlumineur et illustrateur français de la Renaissance, actif à Paris entre 1545 et 1569.

## Biographie
Son activité est documentée à partir du 29 janvier 1545, date de son contrat de mariage dans lequel il est présenté comme maître enlumineur.
Longtemps confondu avec celui de son confrère et collaborateur Geoffroy Ballin, son style personnel a pu être caractérisé par Anna Baydova. On[Qui ?] lui attribue notamment l'enluminure des Heures de Marie de Gaignon et d'un livre d'heures commercialisé par Heribert Tenschert. Jourdain réalise par ailleurs avec Geoffroy Ballin l'enluminure de plusieurs manuscrits commandés par Claude Gouffier, ainsi que certaines miniatures des Heures de Catherine de Médicis (bibliothèque Vaticane). Rapprochant certaines de ces œuvres sans en identifier formellement l'auteur, Myra Orth avait proposé de les attribuer à un artiste qu'elle désignait comme « le Maître de Marie de Gaignon ».
S'il est peu impliqué dans l'illustration d'ouvrages imprimés, Charles Jourdain réalise néanmoins les dessins d'un recueil de Blasons des fleurs ou sont contenuz plusieurs secrets de medecine par Jean Bridier.
Il décède entre le 12 février 1569 et le 23 juin 1570.